# Rivière Burton
Rivière Burton är ett vattendrag i Kanada.   Det ligger i provinsen Québec, i den sydöstra delen av landet, 160 km nordost om huvudstaden Ottawa.
I omgivningarna runt Rivière Burton växer i huvudsak blandskog. Runt Rivière Burton är det ganska tätbefolkat, med 129 invånare per kvadratkilometer.